# Perrig Quéméneur
Perrig Quéméneur (Landerneau, 26 april 1984) is een Frans wielrenner die anno 2019 rijdt voor Direct Énergie. In zowel 2011 als 2015 droeg hij één dag het rode rugnummer in de Ronde van Frankrijk.

## Resultaten in voornaamste wedstrijden
| Jaar | Ronde van Italië | Ronde van Frankrijk | Ronde van Spanje |
| ---- | ---------------- | ------------------- | ---------------- |
| 2008 |                  |                     |                  |
| 2009 |                  |                     |                  |
| 2010 |                  |                     | 98e              |
| 2011 |                  | 151e                |                  |
| 2012 |                  |                     |                  |
| 2013 |                  |                     |                  |
| 2014 | 80e              | 83e                 |                  |
| 2015 |                  | 74e                 |                  |
| 2016 |                  |                     | 74e              |
| 2017 |                  | 106e                |                  |

| Jaar | Amstel Gold Race | Luik-Bast.‑Luik | Ronde van Lombardije | Parijs-Tours | Waalse Pijl |
| ---- | ---------------- | --------------- | -------------------- | ------------ | ----------- |
| 2008 |                  | 120e            |                      | 101e         |             |
| 2009 |                  |                 | opgave               | 139e         |             |
| 2010 |                  |                 |                      | 152e         |             |
| 2011 |                  |                 |                      |              |             |
| 2012 |                  |                 |                      |              |             |
| 2013 |                  |                 |                      |              |             |
| 2014 | opgave           | 129e            |                      |              | 111e        |
| 2015 |                  | opgave          |                      | opgave       | opgave      |
| 2016 |                  | opgave          |                      |              |             |
| 2017 |                  | 122e            | opgave               |              | 90e         |

## Ploegen
- 2007 –  Bouygues Télécom (stagiair vanaf 1-8)
- 2008 –  Bouygues Télécom
- 2009 –  Bbox Bouygues Telecom
- 2010 –  Bbox Bouygues Telecom
- 2011 –  Team Europcar
- 2012 –  Team Europcar
- 2013 –  Team Europcar
- 2014 –  Team Europcar
- 2015 –  Team Europcar
- 2016 –  Direct Énergie
- 2017 –  Direct Énergie
- 2018 –  Direct Énergie
- 2019 –  Direct Énergie